# Gordon Griffith
Gordon Griffith o Gordon S. Griffith (Chicago, 4 de julio de 1907 - 12 de octubre de 1958) fue un asistente de dirección, productor de cine y uno de los primeros actores infantiles en Estados Unidos. Griffith trabajó en la industria del cine durante cinco décadas, actuando en aproximadamente sesenta películas, sobreviviendo la transición del cine mudo al sonoro. Durante su carrera, trabajó con Charlie Chaplin, y fue el primer actor en interpretar a Tom Sawyer y Tarzán en el cine.

## Biografía
Griffith nació el 4 de julio de 1907 en Chicago, Illinois, sus padres fueron los actores Harry Sutherland Griffith y Katherine Kiernan Griffith. Tuvo dos hermanos, la mayor llamada Gertrude, y el menor llamado Graham—quien también era actor. Griffith era ya un actor con experiencia, a los siete años de edad, cuando obtuvo su primer papel en la serie de películas Little Billy. Mack Sennett de Keystone Studios ayudó a Griffith en varias escenas donde debía utilizar slapstick, gracias a esto obtuvo papeles en algunas películas de Charlie Chaplin, incluyendo Tillie's Punctured Romance (Milton Berle diría años más tarde que él habría interpretado ese papel).
Su gran oportunidad vino cuando tuvo que interpretar al joven Tarzán, en la película de 1918 Tarzán de los monos. Tuvo que hacer sus propias acrobacias, como trepar árboles, balancearse en lianas, e interactuar con un chimpancé.Griffith aparece antes que el actor que interpreta al Tarzán adulto—Elmo Lincoln—convirtiéndose en el primer actor que hace de este personaje. Tras ver la película, un crítico describió a Griffith como "un actor lleno de energía y características poco comunes."
Griffith recibió el papel de Tom Sawyer en la versión cinematográfica de 1920 de Huckleberry Finn. Luego participó nuevamente en una película de Tarzán como su hijo, Korak, rol que ha sido descrito como "anticipando los papeles de Johnny Sheffield [en otras películas de Tarzán]." Sus padres murieron en los años 20—su madre en 1921 y su padre en 1926. Cuando se realizó el censo de 1930, vivía junto a sus hermanos y familia en Pasadena, California.
Aunque su carrera sobrevivió la transición del cine mudo al sonoro, Griffith comenzó a recibir papeles cada vez más pequeños—algunas veces ni siquiera era acreditado. Debido a esto se dedicó a otras áreas de la industria del cine. A los veintitrés años obtuvo su primer trabajo como asistente de dirección. Su último trabajo como actor fue seis años más tarde en la película de 1936 Bars of Hate.
Griffith continuó trabajando en el cine hasta su muerte, como asistente de dirección en Monogram Pictures, como productor para Robert Sherwood, y como director y luego productor de Gregory Ratoff Productions. En 1941, Griffith se convirtió en gerente de producción de Columbia Pictures, y luego trabajó como productor asociado en RKO, produjo películas como Alexander the Great de 1956. En 1958, Griffith murió de un ataque cardíaco en Hollywood.

## Filmografía
- Little Billy's Triumph (1914)
- Little Billy's Strategy (1914)
- Little Billy's City Cousin (1914)
- Tillie's Punctured Romance (1914)
- Kid Auto Races at Venice (1914)
- Little Sunset (1915)
- Billy's Cupidity (1915)
- Tarzán de los monos (1918)
- The Romance of Tarzan (1918)
- Cupid Forecloses (1919)
- Son of Tarzan (1920)
- Huckleberry Finn (1920)
- The Adventures of Tarzan (1921)
- Penrod (1922)
- Little Annie Rooney (1925)
- The Cat's Pajamas (1926)
- Bars of Hate (1936)